# Ligne 49 (Infrabel)
Pour les articles homonymes, voir Ligne 49.
La ligne 49 est une ligne ferroviaire belge qui relie les gares de Welkenraedt et d'Eupen, ainsi que l'atelier Rail & Traction à Raeren. Elle est entièrement située dans la Province de Liège en région wallonne. Cette ligne est le seul tronçon encore ouvert de l'ancienne Vennbahn.
Entièrement à voie unique elle est constituée de deux sections spécifiques : de Welkenraedt à Eupen elle est électrifiée et est ouverte au service voyageurs avec notamment des circulations de trains interCity (IC) en provenance de Bruxelles et cadencés à l'heure ; d'Eupen à Raeren elle est uniquement ouverte à des circulations spéciales reliant l'entreprise Rail & Traction, à Raeren, qui rénove d'anciennes machines.

## Histoire

### Chronologie
- 24 octobre 1843, mise en service de Welkenraedt à Herbesthal,
- 1er mars 1864, mise en service de Herbesthal à Eupen en territoire allemand,
- 3 août 1887, mise en service d'Eupen à Raeren en territoire allemand,
- 10 janvier 1920, la promulgation du Traité de Versailles intègre la totalité de la ligne sur le territoire belge,
- 29 mars 1959, fermeture du service des voyageurs,
- 3 juin 1984, électrification et réouverture au service des voyageurs de Welkenraedt à Eupen.

### Origine de la ligne
Le premier tronçon ouvert est celui de Welkenraedt à Herbesthal, le 24 octobre 1843, lors de la mise en service de la ligne de Verviers-Ouest à Welkenraedt.
Les sections suivantes, de Herbesthal à Eupen le 1er mars 1864 et d'Eupen à Raeren le 3 août 1887, sont mises en service alors que le territoire est allemand. La ligne devient en 1887 un maillon du réseau de voies appelé Vennbahn (ligne des Fagnes).

### Évolutions de la ligne
Après la Première Guerre mondiale et le traité de Versailles la ligne se retrouva entièrement en territoire belge. Le trafic voyageurs est fermé sur la totalité de la ligne le 29 mars 1959, néanmoins elle reste ouverte au trafic des marchandises.

#### Welkenraedt - Eupen
Dans les années 1970 plusieurs projets de réaménagement de la ligne, dans le but de la rouvrir au trafic voyageurs sont étudiés. Le 3 juin 1984, le service voyageurs est rouvert entre les gares de Welkenraedt et Eupen. La section a été électrifiée et remaniée pour permettre une vitesse de 90 km/h, les travaux ont également concerné les gares, Eupen devenant spécifiquement une gare terminus voyageurs, le trafic marchandises étant reporté à Herbesthal.

#### Eupen - Raeren
La section d'Eupen à Raeren continua à être ouverte au trafic marchandises auquel s'ajoutèrent des circulations de trains touristiques à partir des années 1980. Cela ne durera pas, au début des années 2000 les circulations marchandises et touristiques s'arrêtent. Néanmoins le tronçon d'Eupen à Raeren est rouvert pour des circulations ponctuelles nécessaires à l'entreprise Rail & Traction qui s'est installée dans les anciennes installations de l'association qui faisait circuler les trains touristiques. La première circulation concerne l'autorail SM 775 qui rejoint Raeren le 27 mai 2005 pour faire modifier son système de freinage.

## Caractéristiques

### Vitesses limites
Sur la section électrifiée de Welkenraedt à Eupen la vitesse de référence est de 90 km/h et sur celle à Raeren, au statut d'exploitation réduite, la vitesse est limitée à 40 km/h et nécessite une autorisation du service de l'infrastructure.